# Aeroport de Soyo
L'aeroport de Soyo (codi IATA: SZA, codi OACI: FNSO) és un aeroport que serveix Soyo a la província del Zaire a Angola.
La balisa no direccional de Soyo (Ident: SA) es troba al camp. La pista d'aterratge té un llindar desplaçat addicional de 150 metres a cada fi, amb una superfície pavimentada total de 2.122 metres.

## Aerolínies i destins
| Aerolínies           | Destinacions |
| -------------------- | ------------ |
| SonAir               | Luanda       |
| TAAG Angola Airlines | Luanda       |